# Kubschütz

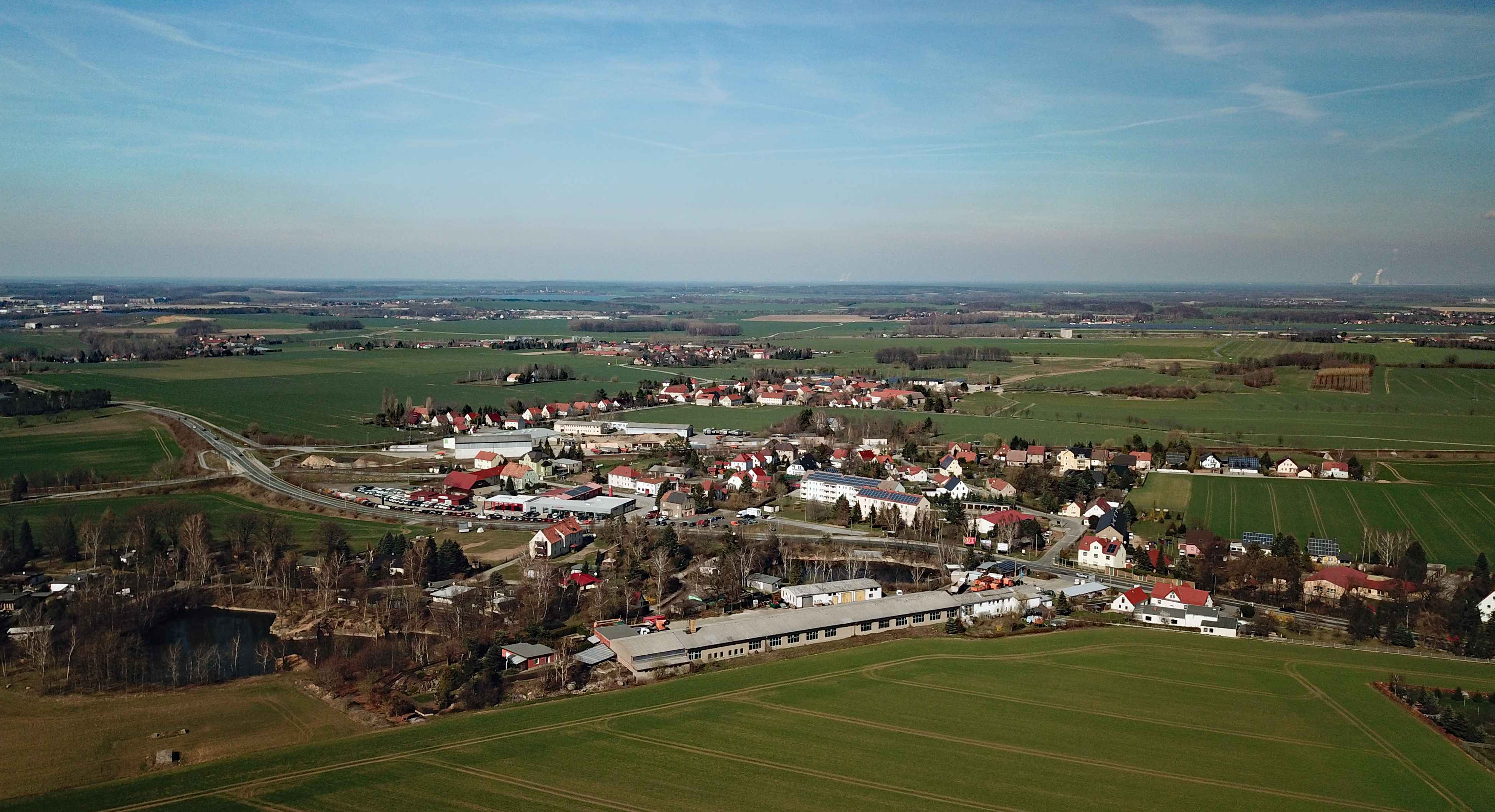
Luftbild

Kubschütz, sorbisch Kubšicyⓘ, ist ein Ort in der Oberlausitz und die zugehörige Gemeinde im sächsischen Landkreis Bautzen. Die Gemeinde entstand 1994 aus den ehemaligen Gemeinden Jenkwitz, Kubschütz und Purschwitz. Der Ort selbst liegt an der Kreuzung zwischen der Bundesstraße 6 und der Bahnstrecke Görlitz–Dresden und hat 423 Einwohner. Die Gemeinde zählt zum amtlichen sorbischen Siedlungsgebiet.

## Geografie
Die Gemeinde Kubschütz liegt im Oberlausitzer Gefilde etwa 5 Kilometer östlich der Großen Kreisstadt Bautzen. Im Süden befindet sich die nördlichste Bergkette des Lausitzer Berglandes mit Hromadnik, Czorneboh und Hochstein als höchste Erhebungen. Die Landesgrenzen zu Tschechien liegen etwa 25 Kilometer südlich, zu Polen etwa 40 Kilometer östlich.
Die Gemeinde wird begrenzt von Malschwitz im Norden, Weißenberg und Hochkirch im Osten, Cunewalde und Großpostwitz im Süden sowie Bautzen im Westen.
| Malschwitz   |  | Weißenberg |
| Bautzen      |  | Hochkirch  |
| Großpostwitz |  | Cunewalde  |

### Gemeindegliederung
Zum Kubschützer Gemeindegebiet zählen neben Kubschütz selbst folgende Ortsteile:
| - Baschütz (sorb. Bošecy), 232 Ew. - Blösa (Brězow), 66 Ew. - Canitz-Christina (Konjecy), 100 Ew. - Daranitz (Torońca), 17 Ew. - Döhlen (Delany), 42 Ew. - Großkunitz (Chójnica), 35 Ew. - Grubditz (Hruboćicy), 64 Ew. - Jenkwitz (Jenkecy), 345 Ew. - Kreckwitz (Krakecy), 196 Ew. - Kubschütz (Kubšicy) mit Neukubschütz (Nowe Kubšicy), 423 Ew. - Kumschütz (Kumšicy), 50 Ew. - Litten (Lětoń), 46 Ew. | - Neupurschwitz (Nowe Poršicy), 53 Ew. - Pielitz (Splósk), 63 Ew. - Purschwitz (Poršicy), 251 Ew. - Rabitz (Rabocy), 78 Ew. - Rachlau (Rachlow), 151 Ew. - Rieschen (Zrěšin), 21 Ew. - Scheckwitz (Šekecy), 33 Ew. - Soculahora (Sokolca), 40 Ew. - Soritz (Sowrjecy), 83 Ew. - Waditz (Wadecy), 44 Ew. - Weißig (Wysoka), 24 Ew. - Zieschütz (Cyžecy), 42 Ew. |

Das Einzelgut Jeßnitz (Jaseńca) zählt nicht als Ortsteil, sondern ist Teil von Soculahora.

## Geschichte
Die älteste bekannte Erwähnung des Ortes als Cupcici stammt von 1088. Bis ins 19. Jahrhundert hinein bildete Kubschütz eine Enklave des Amtes Stolpen innerhalb des von Bautzen aus verwalteten Gebietes.
Für seine Statistik über die sorbische Bevölkerung in der Oberlausitz ermittelte Arnošt Muka in den 1880er Jahren eine Bevölkerungszahl von 245 Einwohnern; davon waren 228 Sorben (93 %) und 17 Deutsche. Laut Ernst Tschernik war der sorbischsprachige Bevölkerungsanteil in der Gemeinde (mit Blösa, Scheckwitz und Soritz) bis 1956 auf 49,8 % zurückgegangen.
Am 1. Juli 1950 wurde die bis dahin eigenständige Gemeinde Soritz eingegliedert. Weitere Gebietsreformen gliederten 1973 Canitz-Christina und 1974 Rachlau ein. Im Zuge der Gemeindegebietsreform von 1994 wurden die Gemeinden Jenkwitz, Kubschütz und Purschwitz zur neuen Gemeinde Kubschütz zusammengelegt.

## Politik
- WV K: 3
- SV K: 3
- MSV K: 1
- CDU: 3
- AfD: 1

Drei Sitze der AfD bleiben unbesetzt. Der Gemeinderat verkleinert sich entsprechend.

### Gemeinderat
Der Gemeinderat von Kubschütz setzt sich aus 11 Mitgliedern zusammen, die zuletzt bei der Gemeinderatswahl am 9. Juni 2024 für fünf Jahre gewählt werden.
Die vergangenen Gemeinderatswahlen ergaben folgende Sitzverteilungen:
| Liste                                                       | 2024   | 2024   | 2019   | 2019   | 2014   | 2014   |
| Liste                                                       | Sitze  | in %   | Sitze  | in %   | Sitze  | in %   |
| ----------------------------------------------------------- | ------ | ------ | ------ | ------ | ------ | ------ |
| AfD                                                         | 1      | 26,4   | –      | –      | –      | –      |
| Wählervereinigung Kubschütz (WVK)                           | 3      | 22,7   | 4      | 31,1   | 4      | 26,1   |
| CDU                                                         | 3      | 22,7   | 5      | 31,6   | 6      | 43,1   |
| Freunde des SV Kubschütz e. V. (SVK)                        | 3      | 21,8   | 2      | 21,4   | 2      | 12,7   |
| Wählervereinigung der Freunde des MSV Kreckwitz e. V. (WVM) | 1      | 4,3    | 1      | 8,9    | 1      | 6,7    |
| SPD                                                         | –      | 2,1    | –      | –      | –      | –      |
| Linke                                                       | –      | –      | 1      | 7,1    | 1      | 7,6    |
| FDP                                                         | –      | –      | –      | –      | –      | 3,9    |
| Wahlbeteiligung                                             | 79,5 % | 79,5 % | 73,9 % | 73,9 % | 61,5 % | 61,5 % |

### Bürgermeister
Bürgermeister ist seit 2008 Olaf Reichert.
| Wahl | Bürgermeister    | Vorschlag | Wahlergebnis (in %) |
| ---- | ---------------- | --------- | ------------------- |
| 2022 | Olaf Reichert    | Reichert  | 90,7                |
| 2015 | Olaf Reichert    | Reichert  | 70,0                |
| 2008 | Olaf Reichert    | Reichert  | 52,2                |
| 2001 | Joachim Hantusch | CDU       | 87,7                |
| 1994 | Joachim Hantusch | CDU       | 91,2                |

## Religion
Die Orte der Gemeinde Kubschütz gehören je nach Lage zu unterschiedlichen evangelisch-lutherischen Gemeinden. Die zentralen Dörfer sind an Purschwitz angeschlossen, wo auch die einzige Kirche im Gemeindegebiet steht. Auch die Friedhofskapelle in Kubschütz wird regelmäßig für Gottesdienste genutzt. Die südöstlichen Dörfer gehören zu Hochkirch, die westlichen zu St. Michael Bautzen und Pielitz zu Großpostwitz.

## Öffentliche Einrichtungen
Die Gemeinde Kubschütz verfügt über eine Grundschule (in Baschütz) und zwei Kindertagesstätten.

## Kultur

### Sehenswürdigkeiten
In Kreckwitz befindet sich ein Herrenhaus inklusive Gutshof und ein Park, in dem jedes Frühjahr abertausende Krokusse blühen. Ein Dorfteich mit Insel dient der regionalen Fischzucht. Die einzige Kirche im Gemeindegebiet ist die 1222 erstmals urkundlich erwähnte Kirche in Purschwitz.
An den Kreckwitzer Höhen befindet sich ein Blücherdenkmal. Auf der dritten Anhöhe (von insgesamt vier, gezählt von West nach Ost) der Kreckwitzer Höhen befindet sich auf der Südseite eine große Felsengruppe mit einem Felsvorsprung, den eine historische Inschrift zum Gedenken der Schlacht bei Bautzen von 1813 ziert.
Die Kulturdenkmale sind in der Liste der Kulturdenkmale in Kubschütz aufgeführt.

### Sport
- SV Kubschütz e. V., größter Sportverein im Ort mit rund 300 Mitgliedern, im Jahr 1929 gegründet
- MSV Blau-Weiß Kreckwitz e. V., Mehrsportverein

### Naturschutz
- Siehe auch: Liste der Naturdenkmale in Kubschütz

### Vereine
Im Ortsteil Baschütz sind die 1924 gegründeten Baschützer Blasmusikanten ansässig.

## Söhne und Töchter der Gemeinde
- Arnošt Bart (1870–1956), sorbischer Patriot und Politiker; geboren in Litten
- Siegfried Michalk (1927–1992), Slawist und Sorabist; geboren in Rachlau
- Toni Bruk (1947–2020), sorbischer Filmregisseur und -produzent; geboren in Kubschütz